# Ödsmål
Ödsmål is een plaats in de gemeente Stenungsund in het landschap Bohuslän en de provincie Västra Götalands län in Zweden. De plaats heeft 557 inwoners (2005) en een oppervlakte van 85 hectare.